# Trois Femmes modernes
Pour plus de détails, voir Fiche technique et Distribution.
Trois Femmes modernes (三个摩登女性, Sān gè módēng nǚxìng) est un film chinois, réalisé par Bu Wancang, sorti en 1932.

## Fiche technique
- Titre : Trois Femmes modernes
- Titre original : Sān gè módēng nǚxìng (Hanyu pinyin); 三个摩登女性 (chinois)
- Réalisation : Bu Wancang
- Scénario : Tian Han
- date de sortie :

## Distribution
- Ruan Lingyu
- Chen Yanyan
- Li Zhuozhuo
- Jin Yan